# Nadin Deventer
Nadin Deventer (* 1977 in Ibbenbüren) ist eine deutsche Kulturmanagerin, die vor allem im Jazzbereich tätig ist.
Deventer studierte in Paris (wo sie schon mit 15 Jahren ein Jahr zur Schule ging), Amsterdam und Berlin unter anderem Jazzmusik und European Studies. Sie arbeitete dann für das Festival van Vlaanderen in Brüssel und die Ruhrtriennale und ab 2008 in Bochum als Projektmanagerin für die Vorbereitung von RUHR.2010 – Kulturhauptstadt Europas; sie kuratierte dort die 60 Jazz-Konzerte umfassende Reihe No blah-blah!. Sie war ferner im Netzwerk Jazzplayseurope im Ruhrgebiet tätig und Initiatorin von jazzwerkruhr und der bundesjazzwerkstatt. Für ihr binationales Kooperationsprojekt What’s in the fridge? mit dem Jazztopad Festival in Wrocław zeichnete sie das polnische Jazzportal „Jazzarium“ mit dem Breath-Taking-Award aus.
2012 wurde Deventer als einzige Deutsche in den Vorstand des European Jazz Network gewählt. Seit 2018 ist sie die künstlerische Leiterin des Jazzfest Berlin, für das sie seit 2015 die Produktionsleitung als Nachfolgerin von Ihno von Hasselt (der seit 1978 Produktionsleiter war) innehatte.